# Tricimba excavata
Tricimba excavata är en tvåvingeart som beskrevs av Ismay 1993. Tricimba excavata ingår i släktet Tricimba och familjen fritflugor. Inga underarter finns listade i Catalogue of Life.